# شهرستان هونگشان، ووهان
شهرستان هونگشان (به لاتین: Hongshan District) یک منطقهٔ مسکونی در چین است که در ووهان واقع شده‌است. شهرستان هونگشان ۴۸۰٫۲۰ کیلومتر مربع مساحت و ۱٬۵۴۹٬۹۱۷ نفر جمعیت دارد و ۲۵٫۳ متر بالاتر از سطح دریا واقع شده‌است.